# Aspalathus perforata
Aspalathus perforata är en ärtväxtart som först beskrevs av Carl Peter Thunberg, och fick sitt nu gällande namn av Rolf Martin Theodor Dahlgren. Aspalathus perforata ingår i släktet Aspalathus och familjen ärtväxter. Inga underarter finns listade i Catalogue of Life.